# Arte chocalheira
Die Arte chocalheira ist eine traditionelle Herstellungskunst von Tierglocken (Chocalhos), meist Kuhglocken, in Portugal.
Die Gemeinde Alcáçovas im Landkreis Viana do Alentejo gilt als das Zentrum der Arte chocalheira. Von hier ging Anfang 2015 die Initiative zur Rettung der Arte chocalheira aus, durch den Anthropologen Paulo Lima koordiniert und durch die regionale Fremdenverkehrsförderung Turismo do Alentejo unterstützt.
Auf der 10. Sitzung des Zwischenstaatlichen Ausschusses der UNESCO für die Erhaltung des Immateriellen Kulturerbes vom 30. November bis zum 4. Dezember 2015 in der namibischen Hauptstadt Windhoek wurde die Arte chocalheira am 1. Dezember 2015 in die Liste des dringend erhaltungsbedürftigen immateriellen Kulturerbes der UNESCO aufgenommen.

## Charakterisierung und Anwendung

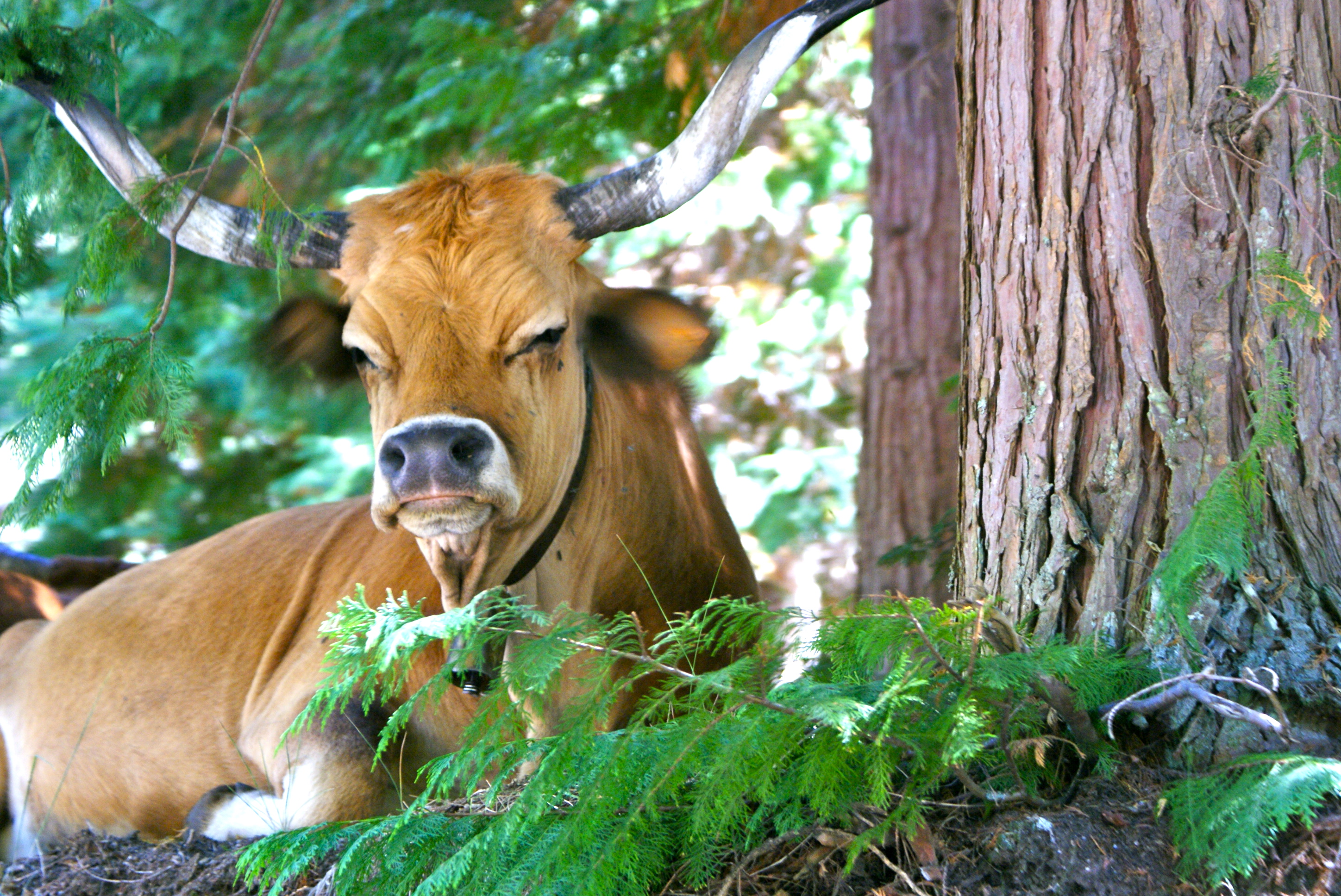
Kuh im Nationalpark Peneda-Gerês mit umgebundenem Chocalho

Die einzelnen Glocken, Chocalhos genannt (von portugiesisch chocar = aneinanderstoßen), werden in ländlichen Gegenden mit traditioneller Weidewirtschaft hergestellt.
Sie werden ganz überwiegend Rindern, gelegentlich aber auch anderen Nutztieren wie Schafen, Schweinen oder Ziegen um den Hals gebunden. Sie dienen dazu, das frei herumlaufende und weidende Vieh aufzufinden.
Formal sind die Chocalhos idiophone Perkussionsinstrumente. Durch die Bewegung der Tiere schlägt der freischwingende Klöppel gegen das Gehäuse und erzeugt einen Ton. Vorbeiziehende Tiergruppen oder ganze Herden sorgen so für eine besondere Atmosphäre in der Landschaft.
Inzwischen haben die Chocalhos daneben auch Verwendung als Musikinstrument, vor allem in Nordportugal bei den Folklore-Volkstanzgruppen, den Ranchos folclóricos.

## Verbreitung

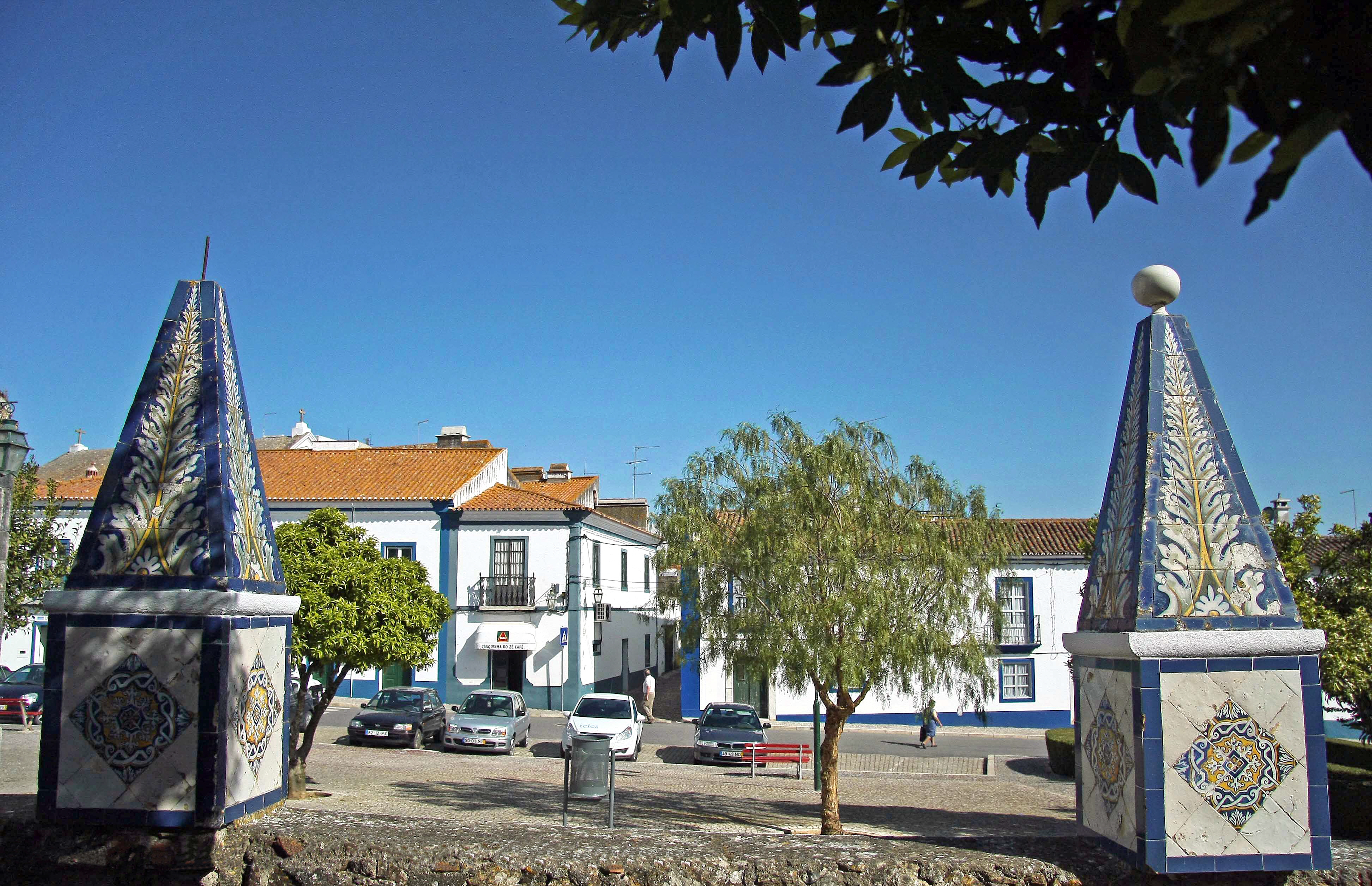
Im Ortszentrum von Alcáçovas: hier wird die Arte chocalheira mindestens seit dem 18. Jahrhundert betrieben. Hier ist sie am lebendigsten geblieben, und von hier ging die Kandidatur als immaterielles Kulturerbe aus.

Die Arte chocalheira war einst in vielen Gegenden im Land verbreitet, mit Schwerpunkten im Norden Portugals (Trás-os-Montes und Minho, darunter der heutige Nationalpark Peneda-Gerês), auf den Azoreninseln und im Alentejo. Heute wird diese Handwerkskunst nur noch in sieben Kreisen (Concelhos) aktiv betrieben:
- Bragança (Nordost-Portugal, Region Alto Trás-os-Montes)
- Tomar (Mittel-Portugal)
- Cartaxo (Mittel-Portugal)
- Estremoz (Alentejo)
- Reguengos de Monsaraz (Alentejo)
- Viana do Alentejo (Alentejo)
- Angra do Heroísmo (Azoren)

Die Kleinstadt Alcáçovas im Landkreis Viana do Alentejo gilt heute als das Zentrum der Arte chocalheira. Von hier ging auch die Initiative zur Kandidatur aus.
Die Chocalhos spielen auch im Karneval von Podence im Distrikt Bragança eine Rolle, so beim Höhepunkt des Karnevals, dem Entrudo chocalheiro: Während des Umzuges durch die Gassen des Dorfes Podence tragen eine Reihe der bunten Figuren auch Chocalhos bei sich und läuten sie anhaltend. Der Karneval von Podence steht seit 2019 seinerseits auf der Repräsentativen Liste des immateriellen Kulturerbes der Menschheit der UNESCO.

## Herstellung
Die Herstellung der Chocalhos erfolgt traditionell durch Handwerker, Chocalheiros genannt, die ihr überliefertes Wissen im familiären Umfeld weitergeben, ganz überwiegend von Vater zu Sohn. Dabei wird Eisen von Hand zu einer Glockenform geschlagen und gebogen, dann mit Kupfer- oder Blechstücken belegt und mit einer Mischung aus Stroh und Ton umhüllt. Dieser Rohling wird im Feuer erhitzt, um danach zur schnellen Abkühlung (Abschrecken) in kaltes Wasser getaucht zu werden. Der gebrannte Ton wird abgeklopft, das nunmehr Kupfer- oder Blech-besetzte Eisen wird poliert, und die Glocke wird nach Einsetzen des Klöppels (aus Holz oder aus Metall) gestimmt und an einem Lederband dem Tier um den Hals gehängt.
Zum Zeitpunkt des Eintrags der Arte chocalheira in die UNESCO-Liste im November 2015 gab es nur noch elf Werkstätten, in denen Chocalhos hergestellt wurden. Es gab noch 13 Chocalheiros, von denen neun bereits über 70 Jahre alt waren. Die fortschreitenden gesellschaftlichen und ökonomischen Veränderungen in den traditionellen Gebieten der Arte chocalheira, Landflucht, der Rückgang offener und unbegrenzter Weidegebiete, und die Verfügbarkeit preiswerterer Materialien oder industriell fertig hergestellter Kuhglocken bedrohen das Fortbestehen dieser Tradition. Daher erfolgte die Kandidatur zur Rettung dieser Tradition mit der Einstufung als dringlich (englisch: List of Intangible Cultural Heritage in Need of Urgent Safeguarding). Es war die erste portugiesische Kandidatur mit einer Dringlichkeitseinstufung.